# Luxemburgo en los Juegos Olímpicos de Barcelona 1992
Luxemburgo estuvo representado en los Juegos Olímpicos de Barcelona 1992 por seis deportistas, cinco hombres y una mujer, que compitieron en cuatro deportes.
El portador de la bandera en la ceremonia de apertura fue el nadador Yves Clausse. El equipo olímpico luxemburgués no obtuvo ninguna medalla en estos Juegos.